# Sampaloc
Sampaloc est une municipalité de la province de Quezon, aux Philippines.